# Hauteville-sur-Mer
Hauteville-sur-Mer é uma comuna francesa na região administrativa da Normandia, no departamento Mancha. Estende-se por uma área de 3,3 km². Em 2010 a comuna tinha 713 habitantes (densidade: 216,1 hab./km²).